# 玛丽亚·赫苏斯·蒙特罗
玛丽亚·赫苏斯·蒙特罗·夸德拉多（西班牙語：María Jesús Montero Cuadrado，1966年2月4日—），女，塞维利亚人，西班牙政治人物，现任西班牙第四副首相兼财政大臣。

## 经历
1966年2月4日出生于塞维利亚，父母都是教师，童年生活在特里亚纳区。拥有塞维利亚大学的医学和外科学本科学位，以及巴塞隆納高級管理學院的管理学硕士学位。1986年至1990年在安达卢西亚青年理事会任职。1995年至1998年在塞维利亚大学附属医院担任主任助理等职务。

### 安达卢西亚政府部长
2002年9月至2004年4月期间，她担任安达卢西亚政府卫生部副部长，之后成为部长，任期直到2012年5月
任职期间，她设法保障公民健康权利，例如提供第二医疗意见、胚胎植入前遺傳篩選和遗传咨询等服务。
2013年9月9日至2018年6月6日，她担任安达卢西亚政府财政与公共行政部部长。任期内，她总共制定并批准了五项财政预算，但在议会中没有获得绝对多数。

### 西班牙财政大臣
在2018年西班牙政府不信任案公决后，人民党主席拉霍伊被迫辞职，工人社会党总书记桑切斯成为新任西班牙首相，她被任命为新内阁的财政大臣。6月7日在国王住所萨苏埃拉宫宣誓就职。
2018年10月，她宣布了一项批准通过的反欺诈法草案。新法律将强制要求“确认虚拟货币持有者的身份和资产余额”，强制加密资产持有者申报所有加密资产。所有法定货币和加密货币的离岸货币持有者必须向西班牙税务局申报。